# Harald Søbye
Harald Kristensen Søbye. (født 29. oktober 1908 i Jordløse, død 18. februar 2000 på Fanø) var præst. Han blev kaldt Blovstrødpræsten, Provopræsten, 68-oprørets oldefar. Han blev d. 15.8. 1937 gift med Gunhild Søbye, født Gunhild Adamsson.
Harald Søbye var en martsdag i 1933 på vej over Dronning Louises bro. På broen så han en rødhåret kvinde på vej den anden vej. Han vendte om. Hun var tjenestepige, datter af en en svensk skotøjsarbejder fra Malmø og en finsk kvinde, som drev et pensionat på Nørrebrogade.
Harald og Gunhild var sammen i 59 år. De blev gift Faderen, Jens Peter, opførte i Jordløse mellem Fåborg og Assens en kombination af missionshotel og barbersalon. Tre søskende.

## "Harald, du skal være præst"
En eftermiddag i efteråret 1924 hørte den 16-årige Harald under markarbejde en røst: "Harald, du skal være præst". Søbye skrev senere i sine erindringer: "Hvor kom denne stemme fra? Det har jeg aldrig fået opklaret. Jeg havde aldrig tænkt på eller drømt om, at jeg skulle være præst; jeg ville være bonde, for jeg elskede det frie liv på landet – se det grønnes og gro – og dyrene, lammene og de små føl – og også se resultatet efter dagens arbejde. Jeg ville være en simpel bondemand, så jævn og ligefrem. Som der står i den kønne sang. Jeg gik hen og satte mig på grøftekanten, oplevelsen havde gjort stort indtryk på mig. Derefter tog jeg en rask beslutning, der var ikke andet at gøre end fortælle oplevelsen til far og mor".
Studentereksamen på præliminærkursus i Rønde. Filosofikum og hebraicum med rent ug. Venskab i København med teologi-student Eilif Krogager. I mange år var de to uadskillelige venner. "Vi var sammen hver dag, og vi gik rundt på Københavns gader og værtshuse og diskuterede med folk ... Vi diskuterede også med de prostituerede, som dengang holdt til i Holmensgade. Fra den tid har jeg bl.a. min interesse for disse piger. Og jeg synes, vi skylder dem en helt anden behandling fra lovgivningsmagtens side".
Teologisk embedseksamen sommeren 1935. 1936 hjælpepræst i Løgstør og Løgsted ved Limfjorden. I 1937 beskikkedes han til sognepræst for Sall og Gullev menigheder i Århus Stift. D. 17.1. 1943 blev han residerende kapellan ved Vor Frelsers Kirke i Horsens.

## "Ordener hænger man på idioter"
Under besættelsen var han og Gunhild Søbye aktive i modstandsbevægelsen. Hans hustru havde bedre nerver til det end han. Som præst ved Vor Frelsers Kirke i Horsens bistod han Churchill-klubben, da de unge mænd sad fængslet. Ægteparret husede fra oktober 1944 til februar 1945 Leif Bangsbøll alias Aksel Bæk. Søbyeparret havde kontakt med frihedskæmpere som bl.a. Arne Gaardmand. Fra februar 1945 gik han "under jorden".

I januar 1944 gik en båd på en tysk mine. "Agda" gik ned med alle mand. Under en mindegudstjeneste valgte den unge kapellan Søbye at sætte sig i civilt tøj blandt kirkesangerne frem for på de forreste reserverede rækker iblandt "de fine". Dét blev bemærket i bl.a. Kristeligt Dagblad. 
| Citat | Fra min tidligste barndom har jeg afskyet fjerbuske og ordener i kirken, | Citat |
|       |                                                                          |       |

 sagde Søbye nogle dage senere.

Næste søndag citerede han i sin prædiken Peter Andreas Heiberg: 
| Citat | Ordener hænger man på idioter, stjerne og bånd, man kun adelen gi'r, men har man hjerne, kan man jo gerne undvære orden og stjerne. | Citat |
|       | |       |

 Den sommer blev sabotøren Henning Grønlund Carlsen skudt af tyske soldater. Søbye holdt en mindegudstjeneste over ham og bad alle kirkegængerne rejse sig og mindes den faldne med to minutters stilhed. Alle, også en del tyske soldater, rejste sig og mindedes frihedskæmperen.
Sognepræst fra november 1948 til juni 1964 i Blovstrød og Lillerød (Allerød) kirker og fra 1954 også underviser og fra 1955 feltpræst for kasernerne i Høvelte, Sandholm og Sjælsmark. Harald Søbye blev valgt blandt 72 ansøgere som sognepræst. Han fik også arbejde som hjælpelærer på Lillerød Skole.
Den 5. maj 1950 talte Harald Søbye i sin prædiken om verdenskrigen. Han skældte de ledende politikere ud for deres samarbejde med besættelsesmagten. Den eneste, der stod ved, hvad han havde gjort, var Scavenius, sagde han. Som inkarneret republikaner bad han ikke i kirken en særlig forbøn for kongehuset. Dét bemærkede en kaptajn Hjorth. Han skrev en lang klageskrivelse til Kirkeministeriet. Kirkeministeriet udtalte d. 16. juni 1950 sin misbilligelse af, at "pastor Søbye uberettiget havde undladt i forbindelse med de af ham forrettede gudstjenester at bede for kongen og kongens hus". Præsten blev nødt til at skrive under på en erklæring om, at han i fremtiden ville bede for kongen.
Harald Søbye repræsenterede fra marts 1958 Socialdemokratiet i sognerådet. Han blev medlem af skolekommissionen og sundhedskommissionen. Han fik fabrikant Prom til at flytte en voldsomt forurenende fabrik til Kalvehave, hvor avisernes fokus på forurening indhentede ham ti år senere.

## Blovstrødpræsten
Fra prædikestolen i Blovstrød udviklede Harald Søbye sig til noget af en politisk agitator. Og han udtrykte efterhånden en klar modstand mod atomoprustningen og mod NATO. Bl.a. pådrog han sig i 1959 opmærksomhed fra regimentschefen oberst Hensch, som skriftligt udtrykte sin store utilfredshed med feltpræsten. I 1962 var det oberst H.C. Engell, garnisonskommandant for Høvelte-Sjælsmark-Sandholm kaserne, som for i blækhuset og skrev til Østre Landsdelskommando over, at Søbye havde uddelt anti-militaristisk propaganda til sine konfirmander.
I 1960 kom det frem i aviserne, at han i en prædiken havde kritiseret de 500 præster, som i 1947 havde skrevet under på, at de ikke ville anerkende gyldigheden af kvindelige præster. Søbye anklagede dem for hykleri. Ikke én præst havde taget konsekvensen af, at kvinder kunne blive præster i den danske folkekirke. Fra den ene dag til den anden blev han en offentlig person, "Blovstrødpræsten".
Som den eneste i sognet støttede han i 1960 aktivt en homoseksuel overlærer Andersen, som var klasselærer for hans og Gunhild Søbyes datter Laila. Bl.a. ved en prædiken d. 30.10.
I 1961 støttede han økonomisk og offentligt strejkende arbejdere. Og de takkede ham med ord som: Endelig en præst for os arbejdere. Han blev inviteret til at tale på Danmarks største arbejdsplads, Burmeister & Wain B&W. Den 10. maj stiftedes foreningen Blovstrød-Præstens Venner. Formand blev Børge Madsen, forfatter til pjecen "Jesus af Nazareth" som beskrev Jesus som en politisk oprører og leder af en bande bevæbnede mænd.
Fra 1961 deltog han i Gruppe 61's udenomsparlamentariske aktioner. Gruppe 61 var en uafhængig gruppe af unge venstreorienterede som Henning Prins, Poul Møller og Kasper Neergård. Gruppen stiftedes i Jord- og Betonarbejdernes Fagforenings lokaler i Kompagnistræde i København over værtshuset Drop Inn kl. 15.20 d. 7.12. 1961. Under en forsvarsdebat kastede fem medlemmer af gruppen ca. 500 løbesedler ned i folketingssalen fra tilhørerlogen. Harald Søbye var med. To dage efter på Rådhuspladsen talte han så heftigt ved en demonstration mod atomvåben, at mødets arrangør, civilingeniør Niels Munk Plum, forsøgte at hive Søbye ned fra talerstolen. Med tiden deltog Søbye i mange demonstrationer og sit-down-aktioner. Han blev anholdt flere gange.
Pga. bl.a. modstand mod oprettelsen af enhedskommandoen meldte han sig ud af Socialdemokratiet og ind i Socialistisk Folkeparti den 3. januar 1962. Han var medlem af SF til 4. oktober 1966.

## Socialistisk anarkist
Han var de sidste årtier af sit liv uafhængig socialist med anarkistiske træk.
Ved en provsteret blev Harald Søbye i 1962 anklaget af kaptajn Hjorth for at undervise konfirmander i kristen pacifisme. "Sagen i sin enkelthed er den: Vil præsten lystre eller ej", havde kaptajnen udtalt året før på et kæmpemøde på Blovstrød Kro. Ca. 1000 var mødt op. Kun fire med kaptajnen i spidsen, gik imod en udtalelse, som støttede sognets præst. Provsteretten, som bestod af dommeren i Hørsholm og provsten for Smørum Herreds provsti, anså det for godtgjort, at pastor Harald Søbye "havde gjort sig skyldig i misbrug af konfirmandundervisningen til politisk propaganda, deltagelse i demonstrationer i Falkoner Centret på Frederiksberg, foranstaltning af ulovlige indsamlinger samt misbrug af prædiketjenesten til usømmelige angreb på enkeltpersoner". Han modtog "en alvorlig irettesættelse". Han blev advaret om, at "såfremt hans embedsførelse på ny måtte give anledning til berettiget klage, måtte han være forberedt på, at spørgsmålet om hans forbliven i embedet som sognepræst kunne blive optaget til overvejelse".
I 1963 prædikede han mod apartheid i Sydafrika og blev pålagt en bøde på 1.200 kr. På flere arbejdspladser blev der samlet ind til betaling af bøden. Juleaften deltog præsten og hans datter efter gudstjeneste i sognets to kirker i en vagabond-gudstjeneste på loftet på Allerød teglværk.
1964 blev skæbneåret for Harald Søbye. Den 22. marts gik han i spidsen for 3000 danskere, som demonstrerede mod politiets og militærets hemmelige kartoteker. På Rådhuspladsen talte Søbye: "Vi forlanger kartotekerne fjernet! Vi ønsker ingen parlamentarisk kommission til at kontrollere kartotekerne, for parlamentarikerne er selve kartotekernes aktionærer og bagmænd!"
Før hans sidste prædiken som dansk folkekirkepræst 2. påskedag d. 30. marts 1964 udtalte han til Politiken (journalist Erik Nørgaard): "politik skulle kunne tages med i en prædiken". Iflg. myndighederne havde han fra prædikestolen angrebet stiftets biskop og opfordret til en protestmarch mod kapitalisme, NATO, enhedskommando og kongedømme. Han blev afskediget af kirkeminister Bodil Koch efter en ny provsteretsag i april 1964. Harald Søbye sagde den 2. april i radioen: "Skal prædikestolen indsnævres til at være et ophøjet sted, hvorfra man kun må sige ophøjede ting, så ender det i hykleri. Også hverdagsting og politik må kunne tages med i en prædiken". Dagen efter blev han suspenderet fra sit embede.
.
Ved kongelig resolution af 8. maj 1964 blev han afskediget fra embedet som sognepræst fra den 20. juni 1964 at regne. Han vedkendte sig anklagepunkterne og blev fradømt embede, men ikke kjole og krave
Harald Søbye tog herefter initiativ til en pinsemarch d. 17. maj 1964 fra Hillerød, en protestmarch mod kapitalismen, NATO, enhedskommandoen og kongedømmet. Cirka 7000 marcherede med Harald Søbye forbi de militære kaserner i hans gamle sogn til Rådhuspladsen. Pinsemarchen var inspireret af påskemarcher mod atomvåben på dansk jord, hvor tusinder gik fra Holbæk til København i 1962 og 1963. Pinsemarchen blev gentaget året efter d. 6.6. 1965.

Ved den første pinsemarch sagde Søbye i en tale på Rådhuspladsen: 
| Citat | Kapitalismen er et usundt system, der får kirkens velsignelse til at udnytte folk. Man bryder og tramper på folkefællesskabet, så livets goder fordeles uretfærdigt. Det er dette system, NATO er med til at beskytte og værne ... Socialismen kan ikke slå igennem, før kongehuset er afskaffet. | Citat |
|       | |       |

Den liberalt sindede kirkeminister Bodil Koch måtte, selv om hun fandt Søbye i besiddelse af "gode menneskelige egenskaber og bramfri hæderlighed", betegne ham som "urimelig" med "afkortet stejlhed over for anderledes tænkende og personlige modstandere". "Hvor", spurgte Søbye, "er den folkekirkepræst, der tør bringe sin politiske mening frem i prædikenen? Den er dog en del af budskabet... Hvem følger Jesu ord? Paulus er blevet hovedpersonen i den kristne forkyndelse, og det bliver til tåbelige, teologiske doktordisputatser og kolde, hjerteløse prædikener".
I Præsteforeningens Blad skrev redaktøren i en kommentar om Søbye-sagen, at det var godt, at sagen var trukket så længe ud, fordi det var vigtigt ikke at krænke retten til forkyndelse. Samtidig måtte Harald Søbye også tage konsekvensen af, at han frivilligt havde meldt sig til tjeneste i folkekirken, og i konsekvens af det optræde nogenlunde sømmeligt. Der var ingen teologisk debat efter afskedigelsen. Ingen støtte til Søbye fra kollegers side.
Han stiftede d. 28. maj 1964 Den Danske Frikirke, som holdt til i jord- og betonarbejdernes fagforenings lokaler i København. Menigheden var arbejdere.
Fra 1964 arbejdede Gunhild Søbye som sygehjælper i 12 år. Harald Søbye arbejdede som vejarbejder, chauffør og portør på et plejehjem. En dag i 1969 fik han som 59 andre – de i flotte uniformer med ordener – audiens hos kong Frederik 9. Kongen havde modtaget et brev fra Harald Søbye. Det eneste, kong Frederik svarede mig, var en sætning, som han gentog 2-3 gange. Den lød i al sin korthed: "Vi skal se, hvad vi kan gøre ved det".
Harald Søbye satte sig spor ved først og fremmest at få etableret, hvor afhængig folkekirken er af staten. Han fik slået fast, at man skal velsigne det bestående, ellers er der ikke plads i kirken, sagde Ebbe Kløvedal Reich.
Hans ideologiske forbilleder var Jesus, Karl Marx, Søren Kierkegaard og italieneren Giordano Bruno, der i 1600 blev brændt på bålet som kætter under inkvisitionen. Til gengæld rasede han mod Paulus, Luther og den etablerede kirke.

## Provopræsten
Fra 1966 blev han kaldt "Provopræsten", fordi hans såkaldte frikirke, blev besøgt af unge fra Provo-gruppen. De unge hippie-typer fortrængte efterhånden den gamle frimenighed af arbejdere.
Den 4. juli blev han arresteret, da han deltog i en demonstration i Rebild Bakker mod Vietnam-krigen.
I 1967 meddeltes i dagbladet Aktuelt, at Politiets Efterretningstjeneste havde afsløret et komplot mod den karet, der d. 10. juni skulle føre tronfølgeren prinsesse Margrethe og hendes tilkommende, grev Henri, til Holmens Kirke i København, hvor de skulle giftes. Politiet var af den overbevisning, at Harald Søbye og provoer ville vælte kareten.
Han skrev igennem 1971 ugentlige prædikener i den alternative ugeavis Hovedbladet, som proklamerede Fristaden Christiania.
Christianitterne var i 1972 interesseret i ham som deres præst. Det blev diskuteret på et af de første fællesmøder. Han holdt en enkelt prædiken i fristaden. I 1978 blev han igen inviteret af Allan Anarchos til at tale i Regnbuehuset (Christianias informationskontor) på Regnbuedagen den 1. april. En dag som for tredje gang blev markeret efter den 1. april 1976, hvor ca. 30.000 i København demonstrerede for fristaden.
Han gæsteprædikede kun en håndfuld gange i kirker heraf et par gange i Helligkors Kirken på Nørrebro hos provopræsten Erik Bock: Første gang i 1971. Adventssøndag d. 27. november i 1988 fik han i kirkens menighedshus "Profetprisen". Som en del prisen var – foruden honning – et russisk ikonmaleri, som blev overrakt af Erik Bock med en inskription bagpå af kunstmaleren Laurie Grundt, Christiania. Dagen efter sin 90 års fødselsdag den 30. oktober 1998 prædikede han for sidste gang i Helligkors kirken. En anden gæsteprædikant ved den lejlighed var 68-oprøreren Finn Ejnar Madsen.

## "Verdens første bøssebryllup"
På idé fra Vagn Arem journalist fra Ekstrabladet begyndte han i 1973 at "vie" homoseksuelle par. Journalisten havde på et diskotek mødt en homoseksuel blomsterhandler fra Valdemarsgade på Vesterbro. Blomsterhandleren nævnte overfor journalisten, hvor skønt det ville være, hvis homoseksuelle par kunne blive gift lige som heteroseksuelle. Journalisten ringede til Harald Søbye og spurgte, om han ville vie et homoseksuelt par, Ole og Leif. Og dét ville han. Vielsen skete d. 8.2. i Søbyernes hjem. Gunhild trakterede med kage og vin. Fotografen var Johnny Bonne. Og næste dag i Ekstrabladet var vielsen forsidehistorien, "Verdens første bøssebryllup".
I tv-programmet Focus på Fordomme viede Provopræsten d. 25.2. et lesbisk par, Aino og Valborg. Som et udtryk for homoseksuelles ret til en ægteskabslignende status. Så dukkede kaptajn Hjorth op igen og klagede til statsadvokaten for Sjælland over, at Harald Søbye havde foretaget vielsen iklædt ornat. D. 16.8. 1973 kom rigsadvokatens afgørelse om, at benyttelsen af ornat ikke anses for retsstridigt.
Igennem de næste 15 år viede/velsignede han lidt over 210 homoseksuelle par. I og uden ornatet, som han havde ret til. Cirka to tredjedele af parrene var lesbiske. Da Danmark den 1. oktober 1989 kom først i verden med at indføre registreret partnerskab for homoseksuelle med retsvirkninger a la ægteskab, var Harald Søbye til stede på Københavns Rådhus og hilste på parret Eigil og Axel Axgil, grundlæggeren af Forbundet af 1948.
Provsteretten havde i 1964 beskåret hans pension til to tredjedele, men den 29. november 1994 besluttede kirkeminister Birte Weiss og finansudvalget, at han med virkning fra den 1. januar 1994 skulle modtage fuld pension. Således opnåede den hærdede og i mange henseender uforsonlige stridsmand i sin høje alderdom en form for æresoprejsning.
Birte Weiss skrev til finansudvalget: "Som motivering for denne indstilling skal jeg henvise til, at der efter gældende ret ikke længere er mulighed for at afskedige en tjenestemand uden pension eller med nedsat pension. På denne baggrund finder jeg det derfor rettest, at pastor Harald Søbye tildeles fuld pension. Endvidere har Harald Søbye – der fyldte 86 år i oktober 1994 – i tiden efter sin afsked udført et stort stykke arbejde for forskellige minoritetsgrupper".
Harald Søbye modtog i 1992 Kærlighedsprisen, da den blev overrakt for første gang i Gallopperiet i Fristaden Christiania. Prisen blev overrakt af seks vise mænd: tre tidligere formænd for landsforeningen af bøsser og lesbiske. De tre mænd sad i et panel med Søbye i midten. Til den anden side sad tre andre vise mænd: sognepræsterne Ivan Larsen og Erik Bock samt christianitten Leonard Olschansky. Harald Søbye blev udnævnt til æresmedlem af det nystiftede anarkistiske Kærlighedsparti og overrakte i årene frem Kærlighedsprisen til Jackie Siewens, talskvinde for prostituerede (via Tom Behnke i Fremskridtspartiets gruppeværelse, Christiansborg, 1994), Europride i København (fra Enhedslistens gruppeværelse, Christiansborg, 1995), Christiania og Thylejren (i Den Grå Hal, Christiania, 1996), Folkets Hus på Nørrebro (i Folkets Hus, Stengade, 1997), Master Fatman og Børnehuset (i Operaen, Christiania, 1998). Endelig har Gaderummet modtaget Kærlighedsprisen (lokalerne på Nørrebrogade, 1999).
Hans sidste offentlige fremtræden var på 90 års dagen den 29. oktober 1998, da han blev hyldet af en skare i Folketingets snapsting og bagefter i Landstingssalen. Tilstede ved den lejlighed var bl.a. provokunstneren Jørgen Nash, studenteroprøreren Finn Ejnar Madsen, folketingsmedlem Pernille Frahm (SF), tidligere folketingsmedlem for SF og fællestillidsmand på B&W Bjarne Jensen, sognepræst Erik Bock, Allan Anarchos fra Kærlighedspartiet og christianitter, socialister og vagabonder.
Søbye boede nogle år i Hillerød og Helsingør. Sine seneste år tilbragte han med sin datter og dennes familie i Nordby på Fanø. Han støttede de strejkende i Ribus-konflikten. Under et solidaritetsmøde på Fanø Krogård blev provopræsten i fuldt ornat konfronteret med den lokale landbetjent, som – grundlovsstridigt og forgæves – forsøgte at få ham til at opløse mødet.
Harald Søbye blev begravet i en urne ved sin hustrus side på Helsingør Kirkegård. På vejen fra Fanø standsede datteren Laila ved Blovstrød Kirke, hvor to mænd med røde fagforeningsfaner og en christianit med fristadens fane gav den døde præst en sidste hilsen. Ved gravstedet talte som den sidste Henning Prins Kløvedal.
| Citat        | Jordkloden foretager sine normale, præcise omdrejninger om solen, men menneskene er rablende gale. De slås om deres guder. Var det ikke bedre, at der ingen guder var? Fra i morgen er der ingen Gud, og slagsmålene hører op. | Citat |
| Harald Søbye | |       |

## Ekstern henvisning
- Ole Grünbaum, Mord i kirken, oktober 1971, ISBN 87-429-5460-6, tegninger: Erik Hagens
- Per-Olof Johansson og Fenne, Hilsen til Harald Søbye  23.11.2008